# Wohnheim Elfenweg
Das Wohnheim Elfenweg 15 und 17, das Elfenheim beim Karl-Olfers-Platz in der niedersächsischen Kreisstadt Cuxhaven im Landkreis Cuxhaven, stammt vom Ende des 19. Jahrhunderts.
Aktuell (2024) wird es für Büros staatlicher Dienststellen (Gewerbeaufsicht, Baumanagement) genutzt.
Das Gebäude steht unter Denkmalschutz (siehe auch Liste der Baudenkmale in Cuxhaven).

## Geschichte und Beschreibung
Anfang der 1920er Jahre wurde der Fischereihafen erheblich erweitert. Für die fehlenden Arbeiterinnen in der Fischindustrie wurden Frauen, u. a. aus den Bereichen Gelsenkirchen und Burgdorf, angeworben. Die Unterbringung in Baracken diente als Zwischenlösung bis zum Bau eines Heimes und anderer sozialer Wohnungen.
Der Elfenweg zwischen Karl-Olfers-Platz und Beethovenallee wurde 1926/27 nach einem städtebaulichen Gesamtplan des Hamburger Architekten Friedrich Ostermeyer angelegt. Benannt wurde er nach den Bewohnerinnen des Weges, die im Frauen- und Ledigenheim für Arbeiterinnen in der Fischindustrie arbeiteten; von der Bevölkerung anerkennend auch als „Elfen“ bezeichnet.
Das dreigeschossige traufständige 13-achsige verklinkerte und L-förmige Gebäude mit Keller und ziegelgedecktem Mansarddach und nördlichem stark veränderten Dachhaus wurde 1927 für die Gemeinnützige Heimgesellschaft Cuxhaven als Wohnheim für die in der Fischindustrie tätigen, ledigen Frauen nach Plänen des Cuxhavener Architekten Hans Land gebaut. Die Fassaden wurden straßenseitig gestaltet und gegliedert mit einem Erdgeschoss mit rundbogenförmigen Fenstern und Türen, den beiden durch ein Gesimsband getrennten Obergeschossen mit rechteckigen Fenstern mit verbindenden steingemusterten schachbrettartigen Zwischenelementen. Quaderimitierende Lisenengliederung kennzeichnet den Bereich des Dachhauses. Die beiden Eingänge sind gestalterisch hervorgehoben durch eine vortretende Umrahmung aus spitzwinklig gemauerten Steinen. Über den Eingängen haben die Fenster Diagonalsprossen. Innen gab es Mehrbettimmer, einen großen Gemeinschaftsraum, kleinere Aufenthaltsräume, eine große Küche, gemeinsame Sanitärräume, WCs sowie Vorrats- und Nebenräume.
Das Elfenheim diente bis 1975 als Frauenwohnheim.
Nach 1975 zog nach Umbauten ein Teil der Verwaltung des Landkreises in das Gebäude. Aktuell (2024) beherbergt das Gebäude das Staatliche Gewerbeaufsichtsamt Cuxhaven sowie in Nr. 17 das Staatliche Baumanagement Elbe-Weser.
Das Landesdenkmalamt befand u. a.: „… Stilistisch gehört es jener Strömung der um Reformen bemühten Architektur an, die sich vor allem an einer handwerklichen Bautradition der Architektur um 1800 orientierte. …“